# Банк обещаний
Банк обещаний — закрывшаяся международная интернет-база обещаний пользователей сети по различным темам вида «Я сделаю x, если у людей согласятся сделать то же самое вместе со мной». Обещания, хранящиеся в базе, добровольно даются пользователями. Их цель — выполнение коллективных действий, которые по тем или иным причинам сложно или невозможно сделать в одиночку. Добавить своё обещание или поддержать существующее может любой пользователь Интернета.
Банк обещаний был основан некоммерческой благотворительной организацией mySociety 13 июня 2005 года. Хотя проект был изначально рассчитан на англоязычную аудиторию, интерфейс сайта был переведён добровольцами на 12 языков, включая русский.
Среди организаций, поддерживаемых или основанных благодаря обязательствам, внесённым в Банк обещаний следует отметить Open Rights Group, отстаивающую свободу потребителей в использовании цифровых медиаресурсов, а также NO2ID, выступающую против инициативы британского правительства по введению индивидуальных идентификационных карт для населения.
Существенным направлением деятельности Банка обещаний является сбор денег на различные социальные нужды и благотворительность. Например, 1000 человек в Индии пожертвовали по книге для создания библиотеки. 23 человека согласилось купить не менее 20 пар нижнего белья для детей в Либерии.
Обещания, заявленные жителями США, были созданы для поддержания индивидуальных усилий конкретных людей, например, раздаривание ненужных книг вместо выбрасывания, сдачу крови, организацию сбора средств на стипендии для студентов и выборы в Конгресс.
Кроме того, Банк обещаний используется для глобальной поддержки акций протеста. Например, сайтом freeculture.org там была инициирована акция бойкота компакт-дисков, защищённых DRM.
Британский премьер-министр Тони Блэр внёс обещание стать спонсором спортивного клуба, если 100 других известных личностей сделают то же самое. Акция закончилась успехом.
Другие примеры успешных обещаний включают игнорирование всех видов средств массовой информации в течение двух недель, акцию «учебник для Африки» а также акцию по экономному использованию пластиковых пищевых пакетов.